# Erik Wassberg
Erik Gösta Wassberg, född den 4 maj 1887 i Trollhättan, död den 20 februari 1961 i Skövde, var en svensk militär.
Wassberg avlade studentexamen i Vänersborg 1905, officersexamen 1907 och intendentsexamen 1912. Han blev underlöjtnant vid Västgöta regemente 1907, löjtnant där 1912, transport till Intendenturkåren samma år och kapten där 1915. Wassberg var regementsintendent vid Norrbottens regemente 1912–1916, chef för intendenturkompaniet i Sollefteå 1916–1917 och regementsintendent vid Wendes artilleriregemente 1917–1930. Han befordrades till major vid Intendenturkåren 1930, till överstelöjtnant 1936 och till överste i armén 1945. Wassberg var fästningsintendent i Boden och stabsintendent vid Övre Norrlands trupper 1930–1934, chef för arméns intendenturförråd i Karlsborg 1934–1936, fördelningsintendent och stabsintendent vid III. arméfördelningens militärområde 1935–1945 samt kårintendent vid 1. armékåren 1940, vid 2. armékåren 1942. Han beviljades avsked från beställning på stat och inträdde i reserven 1942. Wassberg var ägare av Ryds egendom i Skaraborgs län från 1937. Han var ordförande i Ryds kyrkostämma från 1940, i Ryds kommunalstämma från 1944, i vägsamfällighet från 1941 och innehade även andra kommunala uppdrag. Wassberg publicerade delarna om armén i Svensk militärekonomisk kalender (1933–1942) och Gamla boställsgårdar i Skaraborgsbygden (i Skaraborgs Läns Annonsblad 1946–1947). Han blev riddare av Svärdsorden 1928 och av Vasaorden 1944.